# Paul Gregory (Squashspieler)
Paul Gregory (* 2. Juli 1968 in London) ist ein ehemaliger englischer Squashspieler.

## Karriere
Paul Gregory begann seine professionelle Karriere Anfang der 1990er-Jahre und war bis 1998 auf der PSA World Tour aktiv. In dieser Zeit gewann er neun Titel auf der Tour und stand in drei weiteren Finals. Seine höchste Platzierung in der Weltrangliste erreichte er mit Rang elf im Mai 1996.
Mit der englischen Nationalmannschaft gewann 1989 und 1991 den Titel bei der Europameisterschaft. Beim Titelgewinn 1991 gehörte er nicht zum Finalaufgebot. Zwischen 1989 und 1997 stand er sechsmal im Hauptfeld der Einzelweltmeisterschaft. Bei allen Teilnahmen schied er in der ersten Runde aus. 1991 wurde er britischer Meister.
Ab 1996 trat er unter griechischer Flagge auf der PSA Tour an. Von 1996 bis 1999 wurde er viermal in Folge griechischer Meister. Mit der griechischen Nationalmannschaft nahm er, nachdem er seine Karriere beendet hatte, nochmals mehrfach an Europameisterschaften teil.

## Erfolge
- Europameister mit der englischen Mannschaft: 1989, 1991
- Gewonnene PSA-Titel: 9
- Britischer Meister: 1991
- Griechischer Meister: 4 Titel (1996–1999)